# Estadio La Esperanza
La Cancha La Esperanza está situado en la ciudad de Villavicencio, departamento de Meta este "estadio" la cual no tiene buena capacidad para espectadores, son bancas de concreto que ocupa alrededor de 500 personas. El escenario lleva el nombre de La Esperanza, debido a que se localiza en el barrio La Esperanza Villavicencio.
Fue utilizado por Club Llaneros para disputar partidos de la Primera B 2012-II mientras remodelaban el Macal.
Actualmente el Llaneros Fútbol Club S.A. lo utiliza como campo de entrenamiento.

## Reformas
En el 2012 con la llegada de Llaneros F.C., la Dimayor aprobó que Llaneros jugara sus partidos como local en el Estadio La Esperanza, de la ciudad de Villavicencio.
La remodelación del estadio se llevó a cabo de la siguiente forma:
- Camerinos completamente terminados para ambos equipos y para árbitros, zona de dopaje, banco de suplentes.
- Este tipo de estadio no cuenta con buena iluminacion, ya que son postes ubicados en cada esquina, poseen lámparas pequeñas de baja iluminación.
- Se colocó una nueva grama de césped natural en el piso.